# Ifloga
Ifloga là một chi thực vật có hoa trong họ Cúc (Asteraceae).

## Loài
Chi Ifloga gồm các loài: